# Moderna

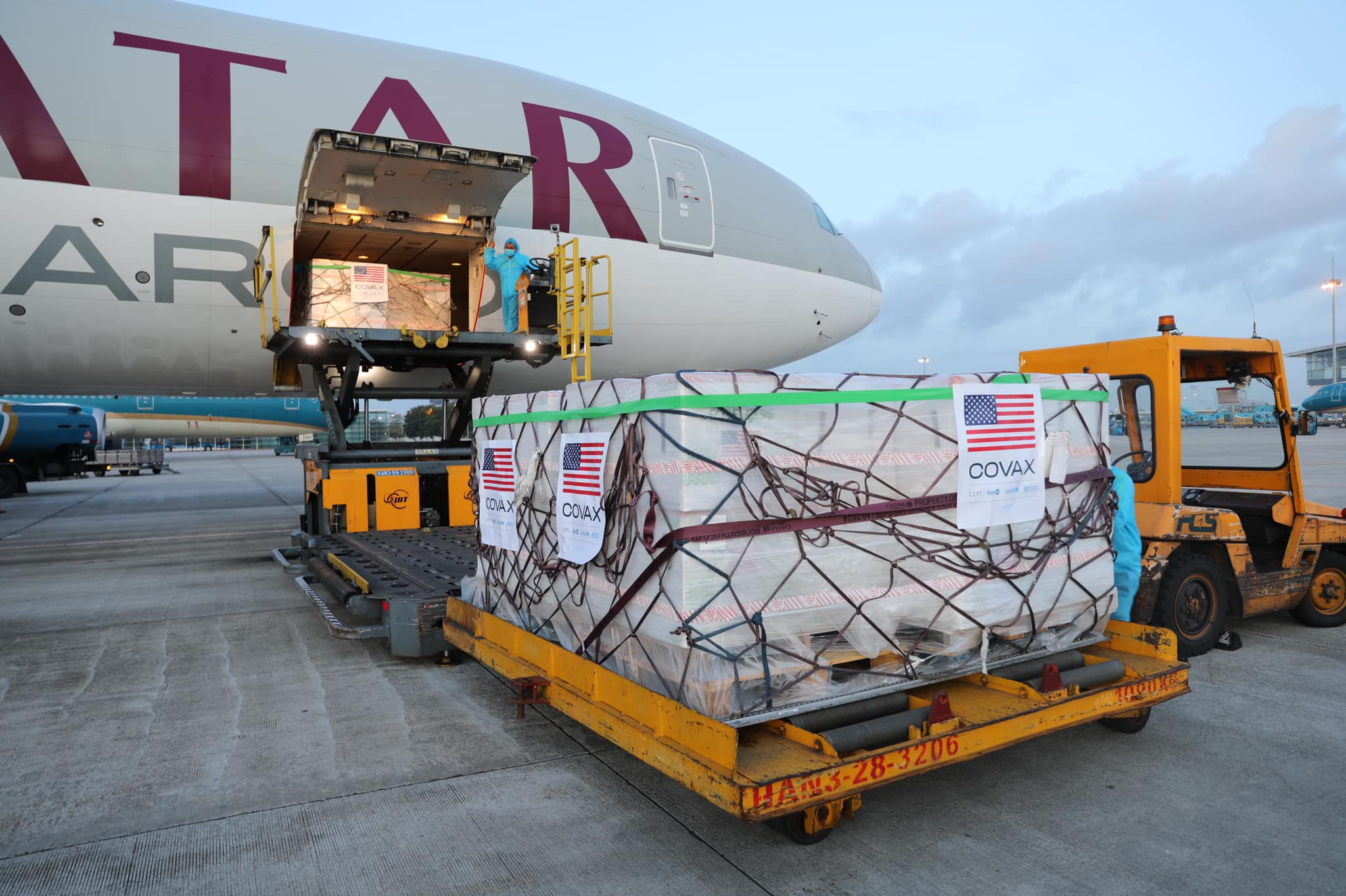
2 millió adag Moderna vakcina érkezik a Nội Bài (Hanoi) nemzetközi repülőtérre 2021 júliusában

A Moderna amerikai biotechnológiai vállalat Cambridge (Massachusetts) székhellyel. Kizárólag a messenger RNS-en (mRNS) alapuló gyógyszerfelfedezésre, gyógyszerfejlesztésre és oltástechnológiákra koncentrál.
A Moderna technológiai platformja szintetikus, módosított nukleozidot tartalmazó mRNS-t (modRNS) épít be az emberi sejtekbe. Ez az mRNS ezután újraprogramozza a sejteket az immunválasz ösztönzése érdekében. Ezt az új technikát korábban az mRNS sejtekbe történő beépítése során jelentkezett mellékhatások miatt állították le. A problémát a magyar Karikó Katalin és az amerikai Drew Weissman oldotta meg, akik módosított nukleozidot tartalmazó mRNS-t használtak, ami lehetővé tette azt, hogy az mRNS terápia alkalmazható legyen túlzott immunreakciók kiváltása nélkül. Karikó 2013-ban a Moderna hívása helyett végül a hasonló profilú német BioNTech elnökhelyettesi ajánlatára mondott igent. 2020 novemberében a Moderna kísérleti Covid19-vakcinája, az mRNA-1273, már egy III. fázisú vizsgálatban is bizonyította, hogy azzal a Covid19 megelőzésének valószínűsége 94 százalék, s mindössze kisebb, influenzaszerű mellékhatásokat okozhat. Ezt követően a sikeres vizsgálati eredmények alapján megkérték az oltóanyag engedélyezését mások mellett az Európai Unióban, az Egyesült Államokban és Kanadában. 2020. december 18-án az mRNA-1273-nak sürgősségi felhasználási engedélyt (EUA) bocsátottak ki az Egyesült Államokban, Kanadában 2020. december 23-án engedélyezték használatát, míg az Európai Bizottság 2021. január 6-án hagyta jóvá a Moderna oltóanyagának felhasználását az Európai Unióban.

## Menedzsment

### Vezetőség
2011-től a Modernát Stephane Bancel vezérigazgató, egy gyógyszeripari értékesítési és üzemeltetési háttérrel rendelkező francia üzletember vezeti. Bancelről az a hír járja, hogy titkolózva viszonyul az Modernához, és kemény irányító. Bár korábban soha nem dolgozott RNS-sel, a Stat megjegyezte, hogy Bancel "a Moderna több mint 100 korábbi szabadalmi bejelentése társfeltalálójaként szerepel, ami szokatlan egy olyan vezérigazgatótól, aki nem PhD tudós". Noubar Afeyan és Robert Langer után Bancel a vállalat legnagyobb egyéni részvényese.
Dr. Stephen Hoge, elnök és a McKinsey & Company korábbi igazgatósági tanácsadója, aki 2012-ben csatlakozott a céghez; ő a negyedik legnagyobb egyéni részvényes a társaságban.
David Meline a pénzügyi igazgató.

### Igazgatóság
Noubar Afeyan, a Flagship Pioneering vezérigazgatója 2011 óta tölti be a Moderna igazgatótanácsának elnöke szerepét. A doktori (Ph.D.) fokozattal rendelkező Afeyan biokémiai mérnök, különféle Flagship Pioneering érdekeltségeken keresztül is kötődik a Modernához. A 2018-ban benyújtott tőzsdei bevezetés dokumentuma (IPO) szerint Afeyan a vállalat 19,5 százalékával, míg a Flagship Pioneering a 18 százalékával rendelkezett, így összességében Afeyan kezében volt a vállalat 37,5 százaléka.
2020 májusában az igazgatótanács tagja, Dr. Moncef Slaoui lemondott és a Trump-adminisztráció Warp Speed Operation projekt vezető tudósaként dolgozott tovább. A projekt célja a koronavírus elleni vakcina kifejlesztésének felgyorsítása volt. Slaoui új szerepkörében is több mint 10 millió dollár részvényopciót tartott fenn a társaságban, míg a szövetségi kormány 483 millió dollárt fektetett be a társaságba, hogy támogassa a koronavírus elleni vakcinakísérleteket. Elizabeth Warren szenátor összeférhetetlennek nevezte a fentieket és kijelentette, hogy Slaouinak le kellett volna mondania a részvényopciójáról.

## Történelem

### 2010–2017
2010-ben alapították meg a ModeRNA Therapeutics céget Derrick Rossi őssejtbiológus kutatásainak elősegítésére, támogatására. Rossi kifejlesztett egy módszert, amelyben módosított mRNS-t használt, először emberi sejtekbe transzfektálta őket, majd dedifferenciálta azokat őssejtekké, amelyek aztán újra differenciálódva tovább osztódtak a kívánt célsejt típusokra. Rossi, idővel megkereste a Harvard Egyetem oktatóját, Tim Springert, aki Kenneth Chient és Bob Langert, valamint a Flagship Ventures kockázatitőke-társaságot nyerte meg társbefektetőknek.
2011-ben a Flagship Ventures (ma Flagship Pioneering) vezérigazgatója, Noubar Afeyan az európai gyógyszeripari értékesítési és üzemeltetési vezetőt, Stephane Bancelt nyerte meg vezérigazgatónak. Afeyan, maga, a Moderna részvények 19,5 százalékát tudhatta magáénak a legnagyobb egyéni részvényesként, míg kockázatitőke-társaságának, a Flagship Pioneeringnek 18 százalék részvényhányada volt.
2013 márciusában a Moderna és az AstraZeneca ötéves kizárólagos opciós megállapodást írt alá az mRNS kutatásáról, fejlesztéséről és kereskedelmi forgalomba hozataláról a szív- és érrendszeri–, anyagcsere– és vesebetegségek–, valamint a rákkutatás területén. A megállapodás magába foglalt egy 240 millió dolláros előzetes kifizetést a Modernának. Ez az előzetes kifizetés a gyógyszeripar licencengedélyek területén a valaha volt legnagyobb kifizetésnek számított egy olyan esetben, amikor a klinikai vizsgálatokon még nem tesztelt gyógyszerről volt szó, 8 százalékos részesedést biztosított a Modernában. 2020 májusáig csak egy jelölt felelt meg az I. fázisú vizsgálatok elvárásainak, a miokardiális ischaemia kezelése területén, az AZD8601 jelzéssel.
2014 januárjában a Moderna és az Alexion Pharmaceuticals 125 millió dolláros megállapodást írt alá ritka betegségek terápiájára irányuló kutatásokra. Az Alexion Pharmaceuticals100 millió dollárt fizetett a Modernának, hogy annak mRNS terápiás platformjának felhasználásával 10 termékopciót nyerjen el a ritka betegség kezelésének kifejlesztése területén, beleértve a Crigler-Najjar szindrómát is. 2016-ban Bancel a JPMorgan Chase befektetőinek elmondta, hogy az Alexionnal végzett munka hamarosan humánvizsgálati szakaszba ér. 2017-re azonban az Alexion programja leállt, mivel az állatkísérletek eredményei arra utaltak, hogy a Moderna terápiája lesz elég biztonságos az emberi alkalmazásra.
2016 februárjában a Nature egyik szakembere bírálta a Modernát, amiért a legtöbb biotechnológiai vállalattal ellentétben nem publikált semmilyen szakértői véleményt a technológiájáról, és kutatási megközelítését az ellentmondásos és kudarcot valló Theranoséhoz hasonlította. 2018 szeptemberében a Thrillist közzétette a "Miért lehet ez a titkos technológiával induló vállalkozás a következő Theranos" című cikket, kritizálva a tudományos hitelesítésnek, illetve a kutatás független szakértői értékelésének hiányát, annak ellenére, hogy a valaha volt legmagasabb értékű amerikai magán biotechnológiai vállalat, több mint 5 milliárd dolláros értéken. A Moderna egyik volt kutatója a Stat honlapnak nyilatkozva azt mondta: "Ez a császár új ruhájának esete. Befektetési vállalkozást működtetnek, és talán még egy sikeres gyógyszert is ki tudnak majd fejleszteni".

### 2018–2021
2018-ban a cég a "Moderna Inc." névre változtatta a nevét és tovább erősítette az oltóanyag-fejlesztést portfólióján belül. 2018 decemberében a Modernáé volt a történelem addig legnagyobb biotechnológia-alapú nyilvános részvénykibocsátása, amely 621 millió dollárt (27 millió részvényt, részvényenként 23 dollárt) eredményezett a NASDAQ-on, és ezzel a vállalat 7,5 milliárd dolláros összértékre tett szert. A 2019-es év végi SEC-jelentések azt mutatták ki, hogy a Moderna 1,5 milliárd dolláros veszteséget halmozott fel, csak 2019-ben 514 millió dolláros volt a vesztesége, ugyanakkor 2010-től 3,2 milliárd dolláros saját tőkét akvirált.
2020 elejére a Moderna olyan mRNS-eket fejlesztett ki, amelyek lipid nanorészecskékbe kerülnek, pszeudouridin-nukleozidokat tartalmazó mRNS-t használva. A jelölteket úgy tervezték, hogy inszerciós mutagenezis révén javítsák a transzláció és a folding (feltekeredés) hatékonyságát.2020 márciusában, a Fehér Házban a Trump-adminisztráció és a gyógyszeripari vezetők találkozóján Bancel elmondta az elnöknek, hogy a Modernának néhány hónap alatt készen állhat a Covid19-vakcinája. Másnap az Egyesült Államok gyógyszerügynöksége, a Food and Drug Administration (FDA) jóváhagyta a Moderna vakcina klinikai vizsgálatát. Ezt követően a Moderna igazgatósági tagját, Moncef Slaouit nevezték ki a Warp Speed Operation nemzeti vakcinakutatási projekt tudományos vezetőjévé, aki rövid időn belül 483 millió dolláros támogatást hagyott jóvá a Modernának. Az I. fázisú kísérlet során kimutatták, hogy a Moderna Covid19-vakcinajelölt, az mRNA-1273 immunogén volt néhány, 18–55 éves önkéntesnél. 2020 decemberéig egyetlen mRNS-vakcina sem jutott túl a III. fázisú klinikai vizsgálatokon, és engedélyt sem kapott a Covid19 elleni profilaktikus alkalmazásra, annak ellenére, hogy a Moderna és a Pfizer Covid19-vakcinák forgalomba hozatalát ekkorra már engedélyezte az Egyesült Államok gyógyszerügynöksége, a Food and Drug Administration (FDA), és sürgősségi hatósági engedélyek alapján más országok is.
2020 decemberében a Moderna értékét már 62 milliárd dollárra becsülték, a részvényárfolyama 110 dolláron stabilizálódott, miután megjárta a 170 dolláros magasságot is. A Morgan Stanley szerint a Moderna rohamosan növekvő értéke azt sugallta a befektetőknek, hogy a cég 2021-ben és 2022-ben is 10-15 milliárd dolláros éves bevételt realizál majd a Covid19-oltóanyag értékesítéséből, amelyet aztán további milliárdok követnek. Ugyanakkor voltak olyanok is, akik tisztességtelen nyerészkedéssel vádolták a céget és annak, már akkorra is elképesztően meggazdagodott vezetőit, mondván, hogy nem kevés adófizetői pénz, összességében 955 millió dollár játszott szerepet a Moderna vakcinájának kifejlesztésében.
Ekkortól a gyógyszergyár története teljesen összeolvadt a Moderna Covid-19 vakcináéval, annak gyártásával és világméretű forgalmazásával.

## A Moderna Covid19-vakcina

### A Moderna Covid19-vakcina engedélyezése
Az mRNA-1273, közismertebb nevén Moderna Covid19-vakcina, egy SARS-CoV-2 koronavírus fertőzés elleni védőoltás, amelyet a National Institute of Allergy and Infectious Diseases (NIAID), a Biomedical Advanced Research and Development Authority (BARDA) és a Moderna fejlesztett ki. A Moderna Covid19-vakcinát két, 28 napos különbséggel alkalmazott injekcióban kell beadni a felkar izomzatába (musculus deltoideus). Bancel azt állította, hogy a koronavírus-vakcinájuk valószínűleg évekig immunitást ad a vírus ellen, de ahhoz, hogy ezt teljes biztonsággal állíthassák, ahhoz még több adat elemzésére van szükségük.
2020. december 18-án megadta az engedélyt az mRNA-1273 sürgősségi felhasználására az Egyesült Államok gyógyszerügynöksége, a Food and Drug Administration (FDA).
Ezt követően a Moderna Covid19-vakcinát 2020. december 23-án engedélyezték Kanadában, 2021. január 6-án az Európai Unióban, majd 2021. január 8-án az Egyesült Királyságban is.

### Vakcinaforgalmazás
A BioNTech SE és a Pfizer Pharmaceuticals Covid19 elleni SARS-CoV-2 vakcinájának az EU-ban elsőként történt jóváhagyását alig több mint 2 héttel követte a Moderna mRNA-1273 vakcinájának engedélyezése. Az engedélyezési eljárás és annak pozitív eredménye érvényes minden uniós országra (plusz Izlandra, Liechtensteinre és Norvégiára), így Magyarországra is.
A feltételes forgalomba hozatali engedély bejelentésekor, 2021. január 6-án, az amszterdami székhelyű Európai Gyógyszerügynökség (EMA) ügyvezető igazgatója, Emer Cooke kijelentette, hogy a Moderna Covid19-vakcina újabb eszközt jelent a fennálló vészhelyzet leküzdéséhez. Megerősítette, hogy mint minden gyógyszer esetében, ennél az oltóanyagnál is szorosan figyelemmel fogják kísérni a biztonságosságára és hatásosságra vonatkozó adatokat, hogy biztosítsák az EU lakosságának folyamatos védelmét.
Elmondta azt is, hogy a sok ember bevonásával végzett klinikai vizsgálat azt mutatta, hogy a Moderna Covid19-vakcina 18 éves kortól hatékony a Covid19-betegség megelőzésében. Szigorú megelőző vizsgálatokat végzett a Moderna, melyeken körülbelül 28 000, 18 és 94 év közötti életkorú ember adataiból számították ki, hogy 94,1 százalékkal csökkent a tünetekkel járó Covid19-esetek száma a vakcinát kapott személyeknél (14134 oltott közül 11-nél alakult ki tünetekkel járó Covid19-betegség), azokhoz képest, akik placebo injekciót kaptak (14073 oltott közül 185-nél alakult ki tünetekkel járó Covid19-betegség). Ez azt jelenti, hogy a vakcina 94,1 százalékos hatásosságúnak bizonyult az előzetes vizsgálatok során. A Moderna oltóanyagának leggyakoribb mellékhatásai általában enyhék vagy közepesen súlyosak voltak, és az oltást követő néhány napon belül elmúltak. A leggyakoribb mellékhatások a fájdalom és duzzanat az injekció beadásának helyén, a fáradtságérzés, a hidegrázás, a láz, a hónalji nyirokcsomók duzzadttá vagy érzékennyé válása, a fejfájás, az izom- és ízületi fájdalom, a hányinger és a hányás. A vakcina biztonságosságát és hatásosságát továbbra is figyelemmel kísérik azt az EU-beli alkalmazás során, az EU farmakovigilanciai rendszerén keresztül, továbbá a gyártó vállalat és az európai hatóságok további közös vizsgálatai részeként.
Az Európai Bizottság 2020. november 25-én a Modernával 80 millió adag oltóanyag vásárlásáról állapodott meg, további, legfeljebb 80 millió dózisra vonatkozó vételi opció mellett. Ezt követően 2020. december 15-én úgy határozott, hogy további 80 millió adagot vásárol a védőoltásból. Az oltóanyagot valamennyi uniós tagállam megveheti, továbbá adományként átadhatja alacsonyabb és közepes jövedelmű országoknak. 2021 január első napjaiban, Magyarországon, az Emberi Erőforrások Minisztériuma 17 és fél millió adag oltóanyag megrendeléséről számolt be, melyből 1 744 000 adagot a Modernánál kötött le.
2021. június 25-én a az amerikai élelmiszer- és gyógyszerfelügyeleti hatóság (FDA) mind a Moderna, mind a Pfizer/BioNTech vakcina leírását ritka szívgyulladás (myocarditis) kockázatára vonatkozó figyelmeztetéssel egészítette ki. A fenti időpontig már 138 millió volt azoknak az amerikai állampolgároknak a száma, akiket már kétszer beoltottak valamelyik mRNS-alapú oltás egyikével, az amerikai járványügyi hatóság (CDC) adatai szerint.
2022 augusztus végén, az Egyesült Államokban, a Moderna SARS-CoV-2 omikron variáns leküzdésére gyártott vakcináit engedélyezték emlékeztető oltásként alkalmazni. Az amerikai élelmiszer- és gyógyszerügyi hatóság (FDA) hozzájárult a BA.4/BA.5 variánsok és az eredeti vírustörzsek ellen létrehozott vakcinák forgalomba hozatalához. A Moderna vakcinájának használatát 18 éves kortól engedélyezték. Az Egyesült Királyságban már augusztus 15-én jóváhagyták a Moderna Covid19 vakcináját, amelyet a SARS-CoV-2 omikron variánshoz alakítottak.
Az FDA 2023 áprilisában visszavonta a régebbi, csak a koronavírus eredeti változatát célzó hírvivő RNS-vakcinák sürgősségi felhasználási engedélyét, egyben engedélyezte az Omicron célzott Covid19-vakcina második adagját idősebb felnőttek, valamint gyenge immunrendszerrel rendelkezők számára. Az ügynökség azt is közölte, hogy a Pfizer (PFE.N)-BioNTech (22UAy.DE) és a Moderna (MRNA.O) frissített oltásai lesznek az új elsődleges Covid-vakcinák.
A 2020 végén történt engedélyezést követően több oltásellenes csoport a Moderna vakcináját vádolta olyan szívproblémákért melyek sportolók halálát okozták. A Centers for Disease Control and Prevention (CDC) amerikai egészségügyi hatóság 2024. áprilisi közleményében azonban bejelentette, hogy nem találtak bizonyítékot arra, hogy az mRNS alapú Covid19-vakcina halálos szívmegállást vagy bármilyen halálos szívproblémát okozna.

## Megjegyzés
Az AZD8601 viszonylagos sikere annak a ténynek volt köszönhető, hogy a Moderna képes volt mRNS-t közvetlenül a szívizomba injektálni anélkül, hogy gyógyszerbejuttató rendszerre lett volna szüksége. Azonban csak a szív és egyes bőrterületek képesek elnyelni a "meztelen mRNS-t".

## Fordítás
- Ez a szócikk részben vagy egészben  a   Moderna című angol Wikipédia-szócikk ezen változatának fordításán alapul.  Az eredeti cikk szerkesztőit annak laptörténete sorolja fel. Ez a jelzés csupán a megfogalmazás eredetét és a szerzői jogokat jelzi, nem szolgál a cikkben szereplő információk forrásmegjelöléseként.